# Gerhard Drekonja

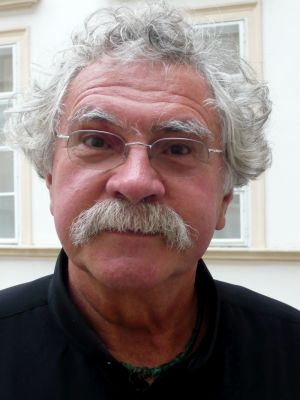
Gerhard Drekonja

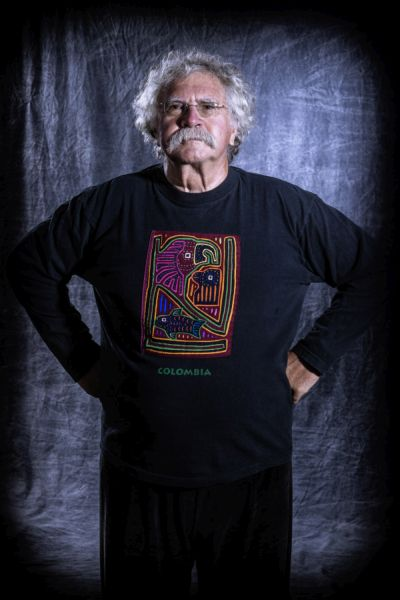
Gerhard Drekonja in Mola-Shirt

Gerhard Drekonja (* 26. Juni 1939 in Kornat; in Publikationen auch Eigenbezeichnung Gerhard Drekonja-Kornat) ist emeritierter Ordinarius der Universität Wien, wo er den Lehrstuhl für außereuropäische Geschichte unter besonderer Berücksichtigung Lateinamerikas innehatte.

## Leben
Drekonjas erster Kontakt mit Lateinamerika fand 1963 als Mitglied eines Alphabetisierungsprojekts der Cornell University in Ojojona (Honduras) statt. Von 1966 bis 1977 bereiste er Lateinamerika als Korrespondent und als Entwicklungspraktiker, u. a. für die Deutsche Stiftung für internationale Entwicklung. Von 1977 bis 1983 war er Professor für Politikwissenschaft an der Universidad de los Andes in Bogotá, wo er das Programm Relaciones Internacionales de América Latina (RIAL) betreute, dessen Mitglieder das Autonomiepotential des Kontinents sondierten.
Nach seiner Rückkehr nach Österreich habilitierte er sich 1983 an der Universität Klagenfurt, war Co-Direktor des Ludwig-Boltzmann-Instituts für zeitgenössische Lateinamerikaforschung und arbeitete bis 1990 als akademischer Direktor des Österreichischen Lateinamerika-Instituts, wo er Chefredakteur der Zeitschrift für Lateinamerika – Wien war.
1990 wurde er als Ordinarius an den neu gegründeten Lateinamerika-Lehrstuhl der Universität Wien berufen, eine Tätigkeit, der er bis zu seiner Emeritierung 2008 nachging. Er betreute während der Jahre des Ordinariats die wissenschaftlichen Beziehungen der Universität Wien mit lateinamerikanischen Institutionen, beginnend 1993 mit einem Abkommen mit der Universidad de Chile. Er war Mitglied in Redaktionen verschiedener Fachpublikationen in den Amerikas und ist Research Associate der University of Pittsburgh. Als Emeritus war er bis 2010 mehrfach als Gastprofessor an der Universidad del Norte in Barranquilla (Kolumbien) tätig, wo er an der Erstellung eines Magisterprogramms für Internationale Beziehungen mitarbeitete und 2010 zum Profesor Honorario ernannt wurde. Im Februar 2016 war er Inspirator des Seminars „Los años oscuros de Reichel-Dolmatoff“ an der Universidad de los Andes in Bogotá. Drekonja ist Mitglied des Consejo Científico-Académico des XVIII. Kongresses der Federación Internacional de Estudios sobre América Latina y el Caribe (FIEALC) vom 25. bis 28. Juli 2017 in Belgrad.

## Werke (Auswahl)

### Als Autor
- Retos de la Política Exterior Colombiana (= Política Internacional. Bd. 2). 2. Auflage. Editorial CEREC, Bogota 1983, ISBN 84-89218-01-3.
- Grundmuster lateinamerikanischer Außenpolitik (= Informationen zur Weltpolitik. Bd. 8).  Braumüller, Wien 1986, ISBN 3-7003-0680-6.
- Gabriel García Márquez und andere Kulturgeschichten aus Lateinamerika (= Lateinamerikanistik. Bd. 8). Lit-Verlag, Wien 2010, ISBN 978-3-643-50141-7.

### Als Herausgeber
- Ecuador hoy. Siglo Veintiuno Editores de Colombia y Mexico, Bogotá [u. a.] 1978, zweite Auflage 1981.
- Teoría y Práctica de la Politica Exterior Latinoamericana. Editorial CEREC, Bogota 1983, ISBN 84-89218-00-5 (zusammen mit Juan G. Tokatlian).
- Lateinamerikanistik. Der österreichische Weg. Lit-Verlag, Wien 2005, ISBN 3-8258-8651-4.
- Havanna. Vergangenheit, Gegenwart, Zukunft (= Lateinamerikanistik. Bd. 4). Lit-Verlag, Wien 2007, ISBN 978-3-7000-0648-0.
- Brasilien 2014: Aufbruch und Aufruhr (= Brasilien. Geschichte, Kultur, Kunst. Bd. 2). Lit-Verlag, Wien 2014, ISBN 978-3-643-50603-0 (zusammen mit Ursula Prutsch)